# Унца
Унца (груз. უნწა) — село в Грузії.
За даними перепису населення 2014 року в селі проживає 275 осіб.